# شیلدریک سوم
شیلدریک سوم (ح. ۷۱۷ – ح. ۷۵۴) از سال ۷۴۳ پادشاه فرانک‌ها بود تا اینکه در مارس ۷۵۱ توسط پاپ زکریا به و به تحریک پپن کهتر خلع شد. اگرچه اصل و نسب او نامشخص است، اما او آخرین پادشاه فرانک از سلسله مروونژی‌ها در نظر گرفته می‌شود. هنگامی که شیلدریک برکنار شد، پپن، که پدر امپراتور شارلمانی بود، به پادشاهی رسید و دودمان کارولنژی را بنیان گذارد. به وی در تاریخ لقب‌های شاه خیالی و سبک‌مغز داده‌اند.

## زندگینامه
پیش از پادشاهی وی تا هفت سال تاج و تخت فرانک‌ها پادشاهی نداشت، سرانجام پپن کوچک و کارلومان شهرداران کاخ‌های آن زمان بر گذاردن شیلدریک سوم بر تخت همداستان شدند. 
او هیچ نقشی در فرمانروایی بر کشورش نداشت. سرانجام پس از بازنشستگی کارلومان در سال ۷۴۷ پپن به این اندیشه افتاد که خود تاج و تخت را به چنگ آورد. 
از اینرو دست به نامه‌نگاری با پاپ زکریا زد و با او برای به دست آوردن تاج و تخت همداستان شد. سرانجام در ۷۵۱ او را از تخت کنار گذاشتند و موهای بلندش را که نشان شکوه شاهان فرانک بود را از ته تراشیدند. او به همراه پسرش به صومعه رانده شد و تا حدود چهار سال پس از آن که زنده بود در آنجا ماند. با برکناری او پپن به شاهی رسید و دودمان پادشاهی کارولنژی‌ها بر سر کار نشست.

## نگارخانه

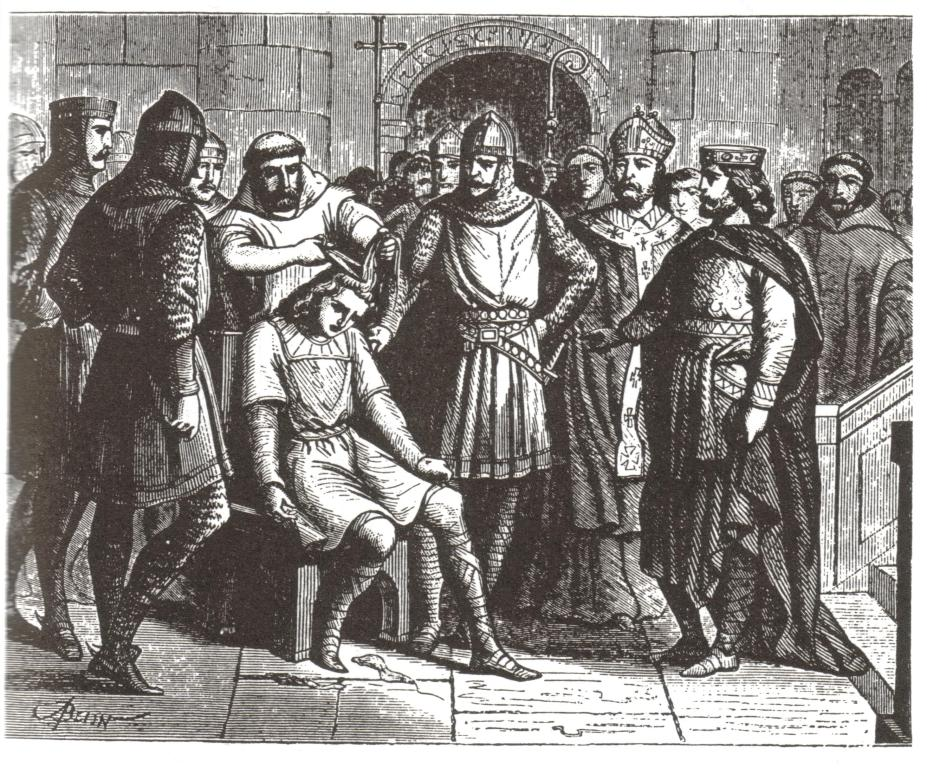
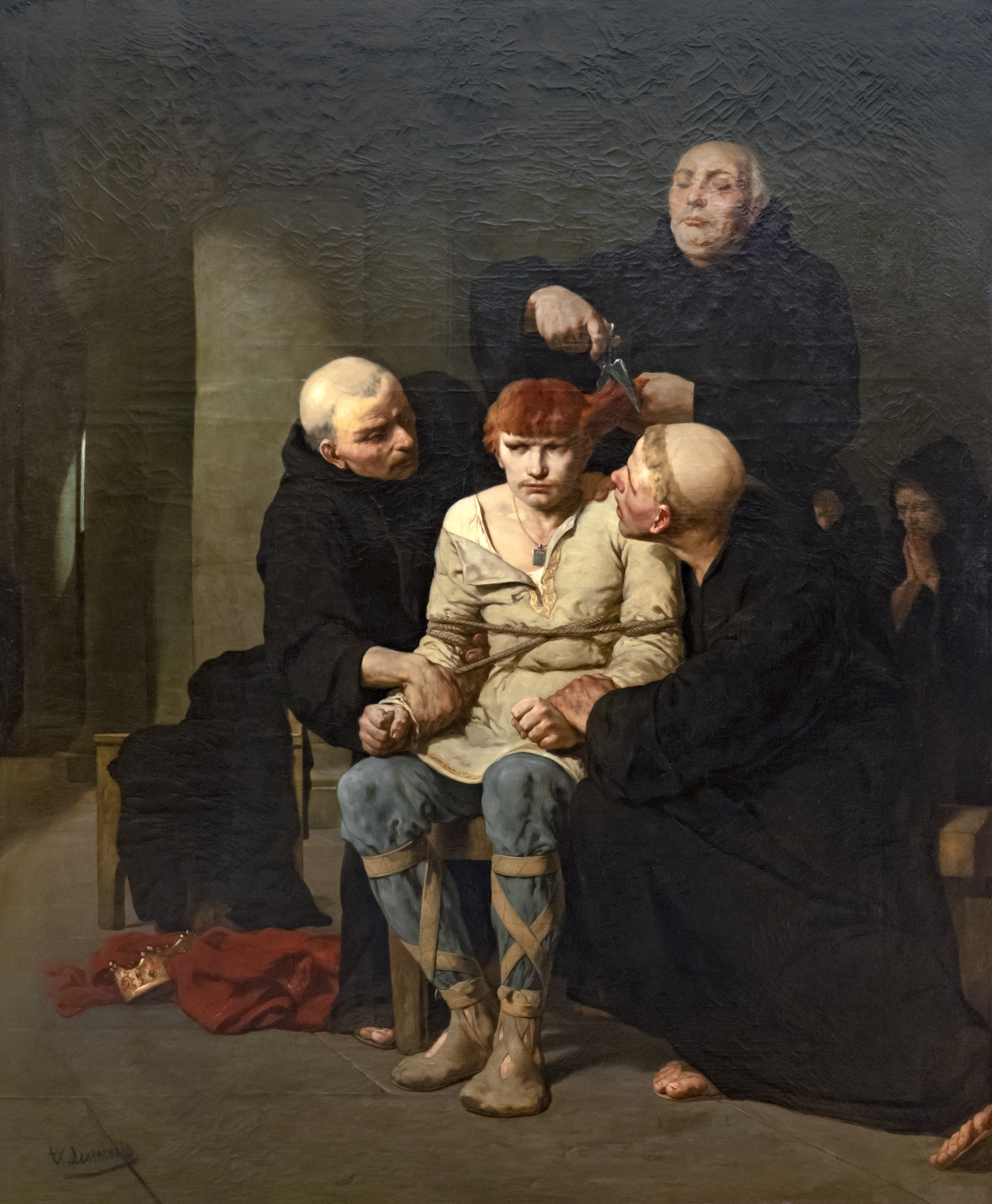